# Дейвид Гилман
Дейвид Гилман (на английски: David Gilman) е английски сценарист и писател на произведения в жанра трилър, исторически роман, приключенски роман, шпионски роман и детска литература.

## Биография и творчество
Дейвид Гилман е роден през 1948 г. в Англия. Израства в Англия и Уелс. Заради бизнеса на баща му, семейството му се мести на всеки шест месеца той учи в различни училища. Напуска училище 14-годишен, за да помага на семейството, а скоро след това семейството се мести в Южна Африка. Там си изкарва прехраната като шофьор на работници от зулу и пондо до работата им в провинцията, тъй като няма никаква квалификация. Представяйки се за по-възрастен, успява да работи и на други по-добре платени временни места, включително една година като пътен полицай, след което работи в пожарната и спасителна служба, където се среща с насилие и наранявания по времето на апартейда. Когато е повишен в стажант на гара, с помощта на свой приятел, получава работа като фотограф за компания за списания. Тази работа му осигурява добро заплащане и живот, но след опасен инцидент с огнестрелно оръжие се връща в Англия. Там работи като шофьор на камиони и на булдозери в строителството. Ставайки 21-годишен заминава за Австралия, където работи дървосекач в горите Кари (разноцветен евкалипт), декоратор на витрини в универсален магазин и накрая отново като фотограф в рекламна агенция. След 4 години, когато ИРА водят терористична дейност, се връща в Англия през 1974 г. и се записва в британската армия, където след обучение служи в патрулна рота и разузнавателен взвод. След като се жени, се мести в Южна Африка, където работи като продавач на книги и учи във вечерно училище. След като придобива нужната квалификация работи като регионален маркетинг мениджър за международна издателска компания.
Заедно с работата си започва да пише усилено в свободното си време, като първоначално подготвя радиопиеси и сценарии, което ползва като самообучение. През 1986 г. се посвещава на писателската си кариера. В средата на 90-те години се връща в Англия и пише сценарии за филми и телевизионни сериали, като в периода 2000 – 2009 г. и е основен сценарист за сериала A Touch of Frost.
Първият му роман „Дъхът на дявола“ от поредицата за юноши „Опасна зона“ е издаден през 2007 г. Главен герой е тийнеджърът Макс Гордан, който отива да търси изчезналия си баща в Намибия. Там се среща с англоговорещо намибийско момиче и с момче бушмен, което вярва, че Макс има свръхестествени сили. Заедно трябва да спасят баща му и от среда от безскрупулния бизнесмен Шака Чанг. Романът получава престижната френска награда „Полар“ за юношеска литература и е избран в списъка за книги за четене за момчета във Великобритания.
През 2013 г. е издаден първият му приключенски исторически роман „Майстор на войната“ от едноименната поредица. Тя проследява съдбата на Томас Блекстоун, селски каменоделец от Англия, който е изпратен да се бие като стрелец с армията на крал Едуард III срещу французите през 1346 г. В най-кървавите конфликти той открива приятелството, любовта и жертви, а от скромното му начало на обикновен човек той се превръща в легенда. Романът е богат на исторически подробности и представя насилието и политическите интриги по време на Стогодишната война.
През 2020 г. е издаден романът му „Англичанинът“ от едноименната поредица. Той е история за съвременния странстващ рицар Дан Раглан, който е служил във Френския чуждестранен легион, където неговия отряд води тежки битки на пустинната граница на Мали и Алжир, а той е тежко ранен. Работейки за МИ6 той попада в наказателна колония в Сибир, от която трябва да се измъкне.
Автор е и на шпионския трилър за Втората световна война „Нощен полет до Париж“.
Дейвид Гилман живее със семейството си в Девън.

## Произведения

### Самостоятелни романи
- Monkey and Me (2014) – за деца[1][2][3][5]
- The Last Horseman (2016)
- Night Flight to Paris (2018)

### Поредица „Опасна зона“ (Danger Zone)
1. The Devil's Breath (2007)[1][2]
2. Ice Claw (2008)
3. Blood Sun (2009)

### Поредица „Майстор на войната“ (Master of War)
1. Master of War (2013)[1][2][3]
2. Defiant Unto Death (2015)
3. Gate of the Dead (2015)
4. Viper's Blood (2016)
5. Scourge of Wolves (2017)
6. Cross of Fire (2020)
7. Shadow of the Hawk (2021)

### Поредица „Англичанинът“ (Englishman)
1. The Englishman (2020)[1][2][3]
Англичанинът, изд. „Би Джей Ес“ ЕООД (2021), прев. Маргарита Иванова
2. Betrayal (2022)
3. Resurrection (2023)

### Екранизации
- 1989 Dirty Games
- 1993 Death in the Family – тв минисериал
- 1994 MMG Engineers – тв сериал
- 1995 Butterfly Dream – тв минисериал
- 1995 The Syndicate – тв сериал
- 1996 Aba Kwazidenge – тв сериал
- 1996 Homeland – тв сериал
- 1997 Bad Manners – по Ghost in the Machine, сценарий
- 1999 Sweet Little Sixteen – тв филм
- 2001 Dalziel and Pascoe – тв сериал, 1 епизод
- 2004 Der weisse Afrikaner – тв сериал
- 2001 – 2008 A Touch of Frost – тв сериал, 9 епизода